# Polygala tehuacana
Polygala tehuacana är en jungfrulinsväxtart som beskrevs av T. S. Brandegee. Polygala tehuacana ingår i släktet jungfrulinssläktet, och familjen jungfrulinsväxter. Inga underarter finns listade i Catalogue of Life.